# 에리카 러트럴
에리카 슈크라니 러트럴(영어: Erica Shukrani Luttrell, 1982년 3월 20일~)은 캐나다의 배우이다.
토론토에서 태어났다.

## 작품 목록

### 방송
- 신기한 스쿨버스

### 영화
- 로리 잭슨 스토리 (1999년)
- 아빠가 줄었어요 (1997년)
- 문라이트 앤 발렌티노 (1995년)
- 신기한 스쿨 버스 (1994년)